# Morro do Moco
Morro do Moco é uma montanha angolana, localizada na província do Huambo, considerado o ponto mais alto do país. É um ponto proeminente do Planalto Central de Angola.
Tem 2620 m de altitude e 1510 de proeminência topográfica.